# Pětipsy
Pětipsy (en allemand : Fünfhunden) est une commune du district de Chomutov, dans la région d'Ústí nad Labem, en Tchéquie. Sa population s'élevait à 194 habitants en 2021.

## Géographie
Pětipsy se trouve à 17 km au sud de Chomutov, à 63 km au sud-ouest d'Ústí nad Labem et à 83 km au nord-ouest de Prague.
La commune est limitée par Chbany au nord, par Libědice à l'est, par Račetice au sud, et par Vilémov à l'ouest.

## Histoire
La première mention écrite du village remonte à 1226.

## Administration
La commune se compose de deux quartiers :
- Pětipsy
- Vidolice

## Transports
Par la route, Pětipsy se trouve à 10 km de Kadaň, à 21 km de Chomutov, à 83 km d'Ústí nad Labem et à 96 km de Prague.